# 建築基準関係規定
建築基準関係規定（けんちくきじゅんかんけいきてい）とは、日本において、建築基準法に基づく建築確認や検査の際に適合することが求められる各法令等の総称である（建築基準法第6条）。
具体的には、建築基準法、建築基準法施行令第9条などに規定されている法令やそれに基づく命令や条例の規定で建築物の敷地、構造や建築設備に関するものである。

## 建築基準関係規定
以下の法令やそれに基づく命令や条例の規定が建築基準関係規定である。
- 建築基準法

建築基準法施行令第9条
- 消防法（第9条、第9条の2、第15条、第17条）
- 屋外広告物法（第3条～第5条）（広告物の表示及び広告物を掲出する物件の設置の禁止又は制限に係る部分に限る。）
- 港湾法（第40条第1項）
- 高圧ガス保安法（第24条）
- ガス事業法（第40条の4）
- 駐車場法（第20条）
- 水道法（第16条）
- 下水道法（第10条第1項・第3項、第30条第1項）
- 宅地造成及び特定盛土等規制法（第8条第1項、第12条第1項）
- 流通業務市街地の整備に関する法律（第5条第1項）
- 液化石油ガスの保安の確保及び取引の適正化に関する法律（第38条の2）
- 都市計画法（第29条第1項・第2項 、第35条の2第1項、第41条第2項（同法第35条の2第4項において準用する場合を含む。）、第42条、第43条第1項、第53条第1項・第2項において準用する同法第52条の2第2項）
- 特定空港周辺航空機騒音対策特別措置法（第5条第1項-第3項（同条第5項において準用する場合を含む。）
- 自転車の安全利用の促進及び自転車等の駐車対策の総合的推進に関する法律（第5条第4項）
- 浄化槽法（第3条の2第1項）
- 特定都市河川浸水被害対策法[1]（第8条）

その他（個別法）
- 高齢者、障害者等の移動等の円滑化の促進に関する法律（同第14条第4項において第14条1項-3項は建築基準関係規定とみなすとされている）
- 都市緑地法（同第41条において第35条、第36条、第39条1項の規定は建築基準関係規定とみなすとされている）
- 建築物のエネルギー消費性能の向上に関する法律（第11条2項において第11条1項の規定は建築基準関係規定とみなすとされている）